# ロジクライ
ロジクライ（Logi Cry）は、日本の競走馬。主な勝ち鞍は2016年のシンザン記念(GIII)、2018年の富士ステークス(GIII)。

## 経歴

### デビュー前
2013年2月22日、北海道安平町のノーザンファームで誕生。同年のセレクトセール当歳馬市場に上場され、久米田正明によって3,900万円(税抜)で落札された。育成はノーザンファーム早来の林厩舎にて行われた。

### 2015年（2歳）
栗東・須貝尚介厩舎に入厩。2015年9月12日の新馬戦（阪神芝1600m）でデビューし、エアスピネルの3着となる。マイナス16kgと馬体が絞れた3戦目の未勝利戦ではライアン・ムーアとコンビを組み、初勝利を挙げる。次戦の千両賞(500万下)では1番人気に推されたが、勝ち馬レインボーラインから1秒1離された4着に終わった。

### 2016年（3歳）
2016年初戦のシンザン記念では前走の敗戦もあって8番人気に留まったが、好位追走から抜け出し、後方から猛追してきたジュエラーをクビ差退けて重賞タイトルを手にした。次戦にはスプリングステークスが予定されていたが、左前脚の深管を痛めたことで回避した。その後、重度の骨折が判明し、長期休養に入った。

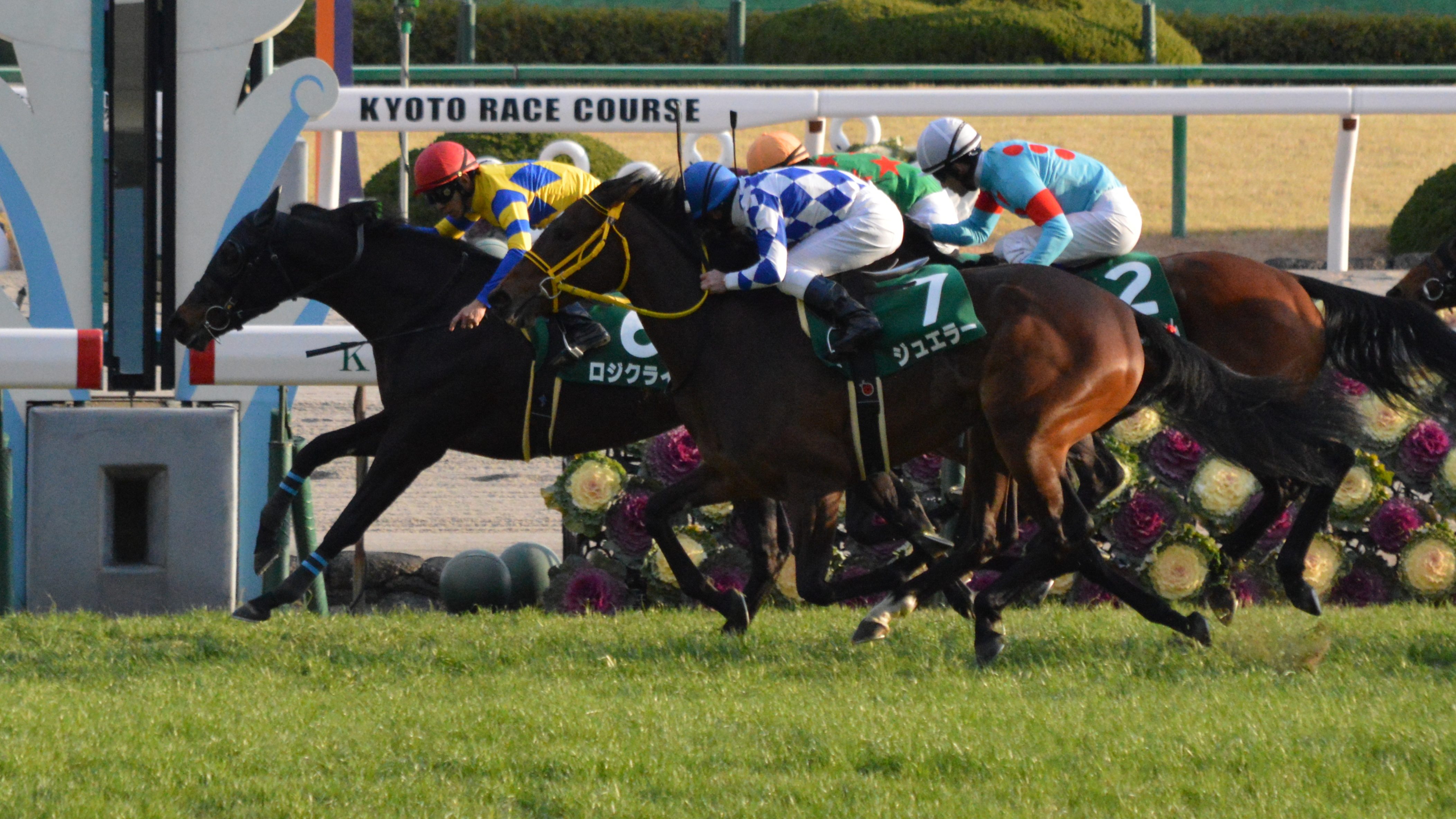
シンザン記念
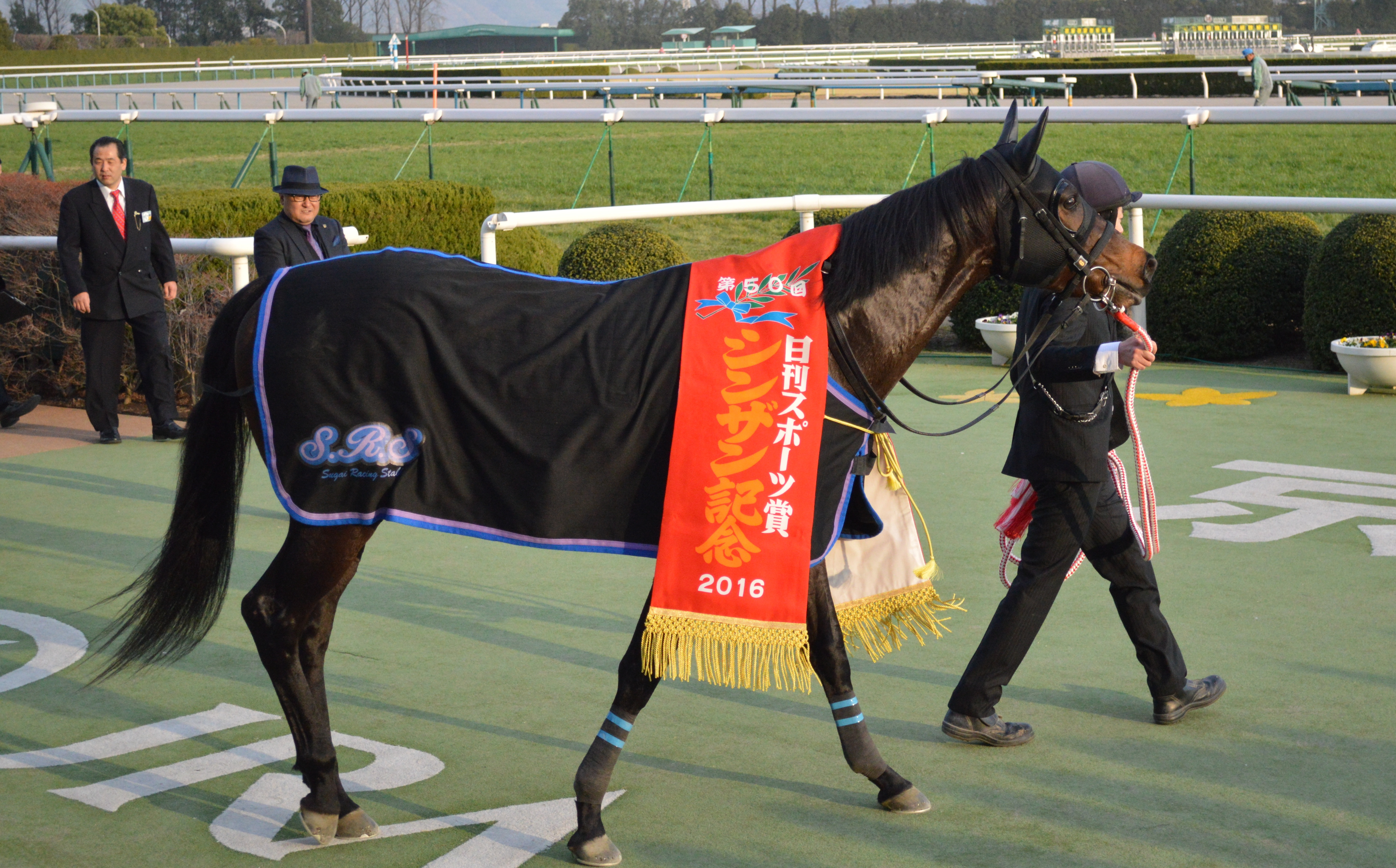

### 2017年（4歳） - 2018年（5歳）
2017年12月17日の元町ステークス(1600万下)で約2年ぶりに復帰を果たす。復帰初戦は7着だったが、2018年1月の新春ステークス(1600万下)では2着と復調の兆しを示し、復帰3戦目の節分ステークス(1600万下)でシンザン記念以来となる勝利を挙げた。
続く六甲ステークス(OP)も快勝し、久々の重賞挑戦となったマイラーズカップでは3番人気に支持されたが逃げて失速して7着に敗れる。その後は中京記念2着、京成杯オータムハンデキャップ3着と惜敗が続いたが、鞍上にクリストフ・ルメールを迎えた富士ステークスでは2番手追走から堂々と抜け出し、1分31秒7のレースレコードで久々の重賞制覇を果たした。
2戦連続乗り替わりとなりC・デムーロを鞍上に迎えたマイルチャンピオンシップは直線で各馬に交わされステルヴィオの14着に敗れた。

### 2019年（6歳）
2019年も現役を続行。初戦の東京新聞杯は2番人気に推されたがインディチャンプの9着。次走の阪急杯は3着となった。初のスプリント戦となった高松宮記念は8着。京王杯スプリングカップは後にスプリンターズステークスを制するタワーオブロンドンの3着に敗れた。
鞍上が武豊に乗り替わった安田記念ではゲート発走直後に左側へ斜行、降着こそ免れたが9着に敗れ、武に騎乗停止（6月8日の1日のみ）、馬に発走調教再審査の処分を科された（詳細）。秋初戦の富士ステークスはブービー17着、続く阪神カップは10着に敗れた。

### 2020年（7歳） - 2021年（8歳）
7歳時は年明けからオープン特別を連闘し、カーバンクルステークス7着、淀短距離ステークス（L）も7着だった。阪急杯17着後、休養を挟んで年末に初のダート戦となるギャラクシーステークスに出走、京王杯スプリングカップ以来の掲示板となる5着に入った。8歳になってからは二桁着順が続き、2021年9月11日のエニフステークス16着を最後に現役を引退した。

### 引退後
引退後はヴェルサイユリゾートファームで種牡馬となった。その後2024年5月31日付で用途変更となり種牡馬を引退。2025年より功労馬繋養支援事業の助成対象馬となり、引き続き同地で繋養されている。

## 競走成績
以下の内容は、netkeiba.comの情報に基づく。
| 競走日     | 競馬場 | 競走名          | 格       | 距離（馬場）  | 頭 数 | 枠 番 | 馬 番 | オッズ （人気） | 着順 | タイム （上り3F） | 着差 | 騎手        | 斤量 [kg] | 1着馬（2着馬）     | 馬体重 [kg] |
| ---------- | ------ | --------------- | -------- | ------------- | ----- | ----- | ----- | --------------- | ---- | ----------------- | ---- | ----------- | --------- | ------------------ | ----------- |
| 2015.09.12 | 阪神   | 2歳新馬         |          | 芝1600m（良） | 11    | 1     | 1     | 010.30（4人）   | 03着 | R1:35.4（34.5）   | -0.9 | 0浜中俊     | 54        | エアスピネル       | 526         |
| 0000.10.03 | 阪神   | 2歳未勝利       |          | 芝1800m（稍） | 12    | 7     | 10    | 004.40（3人）   | 06着 | R1:48.6（36.3）   | -0.7 | 0浜中俊     | 55        | ジュンヴァルカン   | 526         |
| 0000.11.15 | 京都   | 2歳未勝利       |          | 芝1600m（重） | 10    | 3     | 3     | 004.30（2人）   | 01着 | R1:36.2（36.4）   | -0.2 | 0R.ムーア   | 55        | （ピッツバーグ）   | 510         |
| 0000.12.27 | 阪神   | 千両賞          | 500万下  | 芝1600m（良） | 10    | 7     | 7     | 003.40（1人）   | 04着 | R1:36.9（36.1）   | -1.1 | 0秋山真一郎 | 55        | レインボーライン   | 510         |
| 2016.01.10 | 京都   | シンザン記念    | GIII     | 芝1600m（良） | 18    | 3     | 6     | 022.50（8人）   | 01着 | R1:34.1（35.2）   | -0.0 | 0浜中俊     | 56        | （ジュエラー）     | 506         |
| 2017.12.17 | 阪神   | 元町S           | 1600万下 | 芝1600m（良） | 17    | 3     | 5     | 023.30（8人）   | 07着 | R1:34.2（34.4）   | -0.4 | 0浜中俊     | 57        | ミエノサクシード   | 520         |
| 2018.01.13 | 京都   | 新春S           | 1600万下 | 芝1600m（良） | 9     | 3     | 3     | 005.20（3人）   | 02着 | R1:36.4（34.2）   | -0.0 | 0浜中俊     | 57        | エンジェルフェイス | 518         |
| 0000.02.03 | 東京   | 節分S           | 1600万下 | 芝1600m（稍） | 16    | 3     | 6     | 005.00（2人）   | 01着 | R1:33.9（34.9）   | -0.1 | 0内田博幸   | 57        | ヒーズインラブ     | 514         |
| 0000.03.25 | 阪神   | 六甲S           | OP       | 芝1600m（良） | 10    | 4     | 4     | 003.10（1人）   | 01着 | R1:32.9（34.1）   | -0.3 | 0浜中俊     | 56        | グァンチャーレ     | 510         |
| 0000.04.22 | 京都   | マイラーズC     | GII      | 芝1600m（良） | 14    | 5     | 8     | 004.40（3人）   | 07着 | R1:32.3（35.1）   | -1.0 | 0川田将雅   | 56        | サングレーザー     | 506         |
| 0000.07.22 | 中京   | 中京記念        | GIII     | 芝1600m（良） | 16    | 6     | 12    | 007.20（5人）   | 02着 | R1:32.4（34.9）   | -0.1 | 0浜中俊     | 56        | グレーターロンドン | 516         |
| 0000.09.09 | 中山   | 京成杯AH        | GIII     | 芝1600m（良） | 15    | 2     | 2     | 003.30（2人）   | 03着 | R1:32.6（34.1）   | -0.2 | 0浜中俊     | 56.5      | ミッキーグローリー | 512         |
| 0000.10.20 | 東京   | 富士S           | GIII     | 芝1600m（良） | 18    | 4     | 8     | 004.50（2人）   | 01着 | R1:31.7（33.9）   | -0.3 | 0C.ルメール | 56        | （ワントゥワン）   | 514         |
| 0000.11.18 | 京都   | マイルCS        | GI       | 芝1600m（良） | 18    | 4     | 7     | 009.70（6人）   | 14着 | R1:33.9（34.9）   | -0.6 | 0C.デムーロ | 57        | ステルヴィオ       | 518         |
| 2019.02.03 | 東京   | 東京新聞杯      | GIII     | 芝1600m（良） | 15    | 6     | 10    | 005.00（3人）   | 09着 | R1:32.5（35.1）   | -0.6 | 0横山典弘   | 57        | インディチャンプ   | 522         |
| 0000.02.24 | 阪神   | 阪急杯          | GIII     | 芝1400m（良） | 18    | 2     | 3     | 005.50（2人）   | 03着 | R1:20.7（34.5）   | -0.4 | 0横山典弘   | 56        | スマートオーディン | 518         |
| 0000.03.24 | 中京   | 高松宮記念      | GI       | 芝1200m（良） | 18    | 6     | 12    | 009.20（4人）   | 08着 | R1:07.8（33.7）   | -0.5 | 0C.ルメール | 57        | ミスターメロディ   | 516         |
| 0000.05.11 | 東京   | 京王杯SC        | GII      | 芝1400m（良） | 15    | 3     | 6     | 004.10（2人）   | 03着 | R1:19.5（33.7）   | -0.1 | 0戸崎圭太   | 56        | タワーオブロンドン | 514         |
| 0000.06.02 | 東京   | 安田記念        | GI       | 芝1600m（良） | 16    | 8     | 16    | 070.5（11人）   | 09着 | R1:31.4（33.8）   | -0.5 | 0武豊       | 58        | インディチャンプ   | 512         |
| 0000.10.19 | 東京   | 富士S           | GIII     | 芝1600m（稍） | 18    | 7     | 15    | 011.10（5人）   | 17着 | R1:34.2（34.8）   | -1.2 | 0武豊       | 57        | ノームコア         | 518         |
| 0000.12.21 | 阪神   | 阪神C           | GII      | 芝1400m（良） | 18    | 6     | 12    | 024.10（7人）   | 10着 | R1:20.8（34.5）   | -1.4 | 0横山典弘   | 57        | グランアレグリア   | 524         |
| 2020.01.06 | 中山   | カーバンクルS   | OP       | 芝1200m（良） | 11    | 2     | 2     | 009.30（6人）   | 07着 | R1:08.9（34.7）   | -0.5 | 0F.ミナリク | 59        | ライラックカラー   | 518         |
| 0000.01.11 | 京都   | 淀短距離S       | L        | 芝1200m（良） | 15    | 6     | 11    | 017.20（8人）   | 07着 | R1:10.3（34.8）   | -0.7 | 0C.ルメール | 59        | アイラブテーラー   | 520         |
| 0000.03.01 | 阪神   | 阪急杯          | GIII     | 芝1400m（良） | 18    | 6     | 11    | 039.3（10人）   | 17着 | R1:21.8（35.8）   | -1.5 | 0岩田康誠   | 56        | ベストアクター     | 522         |
| 0000.12.27 | 阪神   | ギャラクシーS   | OP       | ダ1400m（良） | 16    | 8     | 15    | 030.3（10人）   | 05着 | R1:24.4（37.3）   | -0.9 | 0吉田隼人   | 57        | デザートストーム   | 522         |
| 2021.05.29 | 東京   | 欅S             | OP       | ダ1400m（稍） | 16    | 4     | 8     | 125.6（15人）   | 14着 | R1:25.2（39.6）   | -3.3 | 0内田博幸   | 59        | タガノビューティー | 526         |
| 0000.07.25 | 新潟   | アイビスサマーD | GIII     | 芝1000m（良） | 16    | 8     | 17    |                 | 取消 |                   |      | 0藤岡康太   | 57        | オールアットワンス | 計不        |
| 0000.08.22 | 小倉   | 北九州記念      | GIII     | 芝1200m（稍） | 18    | 3     | 5     | 115.9（18人）   | 18着 | R1:09.3（35.1）   | -1.1 | 0秋山真一郎 | 56        | ヨカヨカ           | 532         |
| 0000.09.11 | 中京   | エニフS         | L        | ダ1400m（稍） | 16    | 1     | 1     | 194.7（16人）   | 16着 | R1:25.6（39.3）   | -3.5 | 0松田大作   | 59        | ジャスパープリンス | 524         |

## 血統表
| ロジクライの血統                 | ロジクライの血統                                     | ロジクライの血統                                   | （血統表の出典）                                   | （血統表の出典） |
| 父系                             | サンデーサイレンス系                                 | サンデーサイレンス系                               | サンデーサイレンス系                               | [ § 2 ]          |
| 父 ハーツクライ 2001 鹿毛        | 父の父*サンデーサイレンス Sunday Silence 1986 青鹿毛 | Halo                                               | Hail to Reason                                     | Hail to Reason   |
| 父 ハーツクライ 2001 鹿毛        | 父の父*サンデーサイレンス Sunday Silence 1986 青鹿毛 | Halo                                               | Cosmah                                             |                  |
| 父 ハーツクライ 2001 鹿毛        | 父の父*サンデーサイレンス Sunday Silence 1986 青鹿毛 | Wishing Well                                       | Understanding                                      | Understanding    |
| 父 ハーツクライ 2001 鹿毛        | 父の父*サンデーサイレンス Sunday Silence 1986 青鹿毛 | Wishing Well                                       | Mountain Flower                                    |                  |
| 父 ハーツクライ 2001 鹿毛        | 父の母アイリッシュダンス 1990 鹿毛                   | *トニービン                                        | *カンパラ                                          | *カンパラ        |
| 父 ハーツクライ 2001 鹿毛        | 父の母アイリッシュダンス 1990 鹿毛                   | *トニービン                                        | Severn Bridge                                      |                  |
| 父 ハーツクライ 2001 鹿毛        | 父の母アイリッシュダンス 1990 鹿毛                   | *ビューパーダンス                                  | Lyphard                                            | Lyphard          |
| 父 ハーツクライ 2001 鹿毛        | 父の母アイリッシュダンス 1990 鹿毛                   | *ビューパーダンス                                  | My Bupers                                          |                  |
| 母 *ドリームモーメント 2005 鹿毛 | 母の父Machiavellian 1987 黒鹿毛                      | Mr. Prospector                                     | Raise a Native                                     | Raise a Native   |
| 母 *ドリームモーメント 2005 鹿毛 | 母の父Machiavellian 1987 黒鹿毛                      | Mr. Prospector                                     | Gold Digger                                        |                  |
| 母 *ドリームモーメント 2005 鹿毛 | 母の父Machiavellian 1987 黒鹿毛                      | Coup de Folie                                      | Halo                                               | Halo             |
| 母 *ドリームモーメント 2005 鹿毛 | 母の父Machiavellian 1987 黒鹿毛                      | Coup de Folie                                      | Raise the Standard                                 |                  |
| 母 *ドリームモーメント 2005 鹿毛 | 母の母Dream Ticket 1992 鹿毛                         | Danzig                                             | Northern Dancer                                    | Northern Dancer  |
| 母 *ドリームモーメント 2005 鹿毛 | 母の母Dream Ticket 1992 鹿毛                         | Danzig                                             | Pas de Nom                                         |                  |
| 母 *ドリームモーメント 2005 鹿毛 | 母の母Dream Ticket 1992 鹿毛                         | Capo Di Monte                                      | Final Straw                                        | Final Straw      |
| 母 *ドリームモーメント 2005 鹿毛 | 母の母Dream Ticket 1992 鹿毛                         | Capo Di Monte                                      | Burghclere                                         |                  |
| 母系(F-No.)                      | (FN:2-f)                                             | (FN:2-f)                                           | (FN:2-f)                                           | [ § 3 ]          |
| 5代内の近親交配                  | Halo 3×4、Northern Dancer 5×4、Natalma 5･5（母内）   | Halo 3×4、Northern Dancer 5×4、Natalma 5･5（母内） | Halo 3×4、Northern Dancer 5×4、Natalma 5･5（母内） | [ § 4 ]          |
| 出典                             | 1. 2. 3. 4.                                          | 1. 2. 3. 4.                                        | 1. 2. 3. 4.                                        | 1. 2. 3. 4.      |

- 母ドリームモーメントはイギリス産馬。現役時代は美浦・勢司和浩厩舎に所属して3戦未勝利だった[17]。
- 従兄弟（母の全姉の子）に2017年のブリーダーズカップ・ターフを勝ったタリスマニックがいる。
- 4代母Burghclereはディープインパクトの祖母（ウインドインハーヘアの母）にあたる。